# 蒙福孔-蒙蒂涅
蒙福孔-蒙蒂涅（法語：Montfaucon-Montigné，法語發音：[mɔ̃fokɔ̃ mɔ̃tiɲe] ⓘ）是法国曼恩-卢瓦尔省的一个旧市镇，属于绍莱区。蒙福孔-蒙蒂涅于2000年由原市镇蒙福孔和穆瓦讷河畔蒙蒂涅合并而成。2015年12月15日，蒙福孔-蒙蒂涅和相邻的9个市镇合并为新市镇塞夫勒穆瓦讷。

## 地理
蒙福孔-蒙蒂涅（47°6'0"N, 1°7'30"W）面积16.8 平方千米，位于法国卢瓦尔河地区大区曼恩-卢瓦尔省，该省份为法国西部内陆省份，大致对应安茹地区，北起顺时针与马耶讷省、萨尔特省、安德尔-卢瓦尔省、维埃纳省、德塞夫勒省、旺代省、大西洋卢瓦尔省和伊勒-维莱讷省接壤。
与蒙福孔-蒙蒂涅接壤的市镇（或旧市镇、城区）包括：布赛、热蒂涅、鲁赛、穆瓦讷河畔圣日耳曼、托尔富。
蒙福孔-蒙蒂涅的时区为UTC+01:00、UTC+02:00（夏令时）。

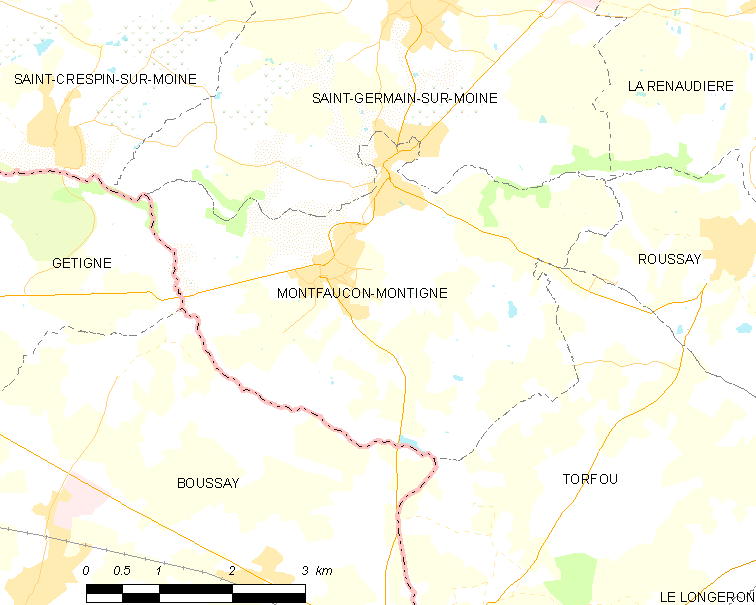
蒙福孔-蒙蒂涅的OSM定位图

## 行政
蒙福孔-蒙蒂涅的邮政编码为49230，INSEE市镇编码为49206。

## 政治
蒙福孔-蒙蒂涅所属的省级选区为塞夫勒穆瓦讷县。

## 人口

1962-2008年间蒙福孔-蒙蒂涅人口变化图示

蒙福孔-蒙蒂涅于2018年1月1日时的人口数量为2262人。